# Saint-Inglevert
Saint-Inglevert (flämisch: Santingeveld) ist eine Gemeinde im Département Pas-de-Calais in der französischen Region Hauts-de-France.

## Lage
Saint-Inglevert liegt etwa 19 Kilometer nördlich von Boulogne-sur-Mer, an der Kreuzung der Straße D244 mit der Autobahn A16. Die Gemeinde befindet sich nur wenige Kilometer vom Ärmelkanal entfernt und gehört zum Regionalen Naturpark Caps et Marais d’Opale.

## Geschichte
Während der Luftschlacht um England lag zwischen Saint-Inglevert und Pihen-lès-Guînes ein wichtiger Feldflugplatz der deutschen Luftwaffe.

## Bevölkerung
| 1962                                                         | 1968 | 1975 | 1982 | 1990 | 1999 | 2006 |
| ------------------------------------------------------------ | ---- | ---- | ---- | ---- | ---- | ---- |
| 405                                                          | 433  | 450  | 420  | 502  | 539  | 683  |
| Bevölkerungszählung startete 1962 ohne doppelte Auflistungen |      |      |      |      |      |      |

## Sehenswürdigkeiten

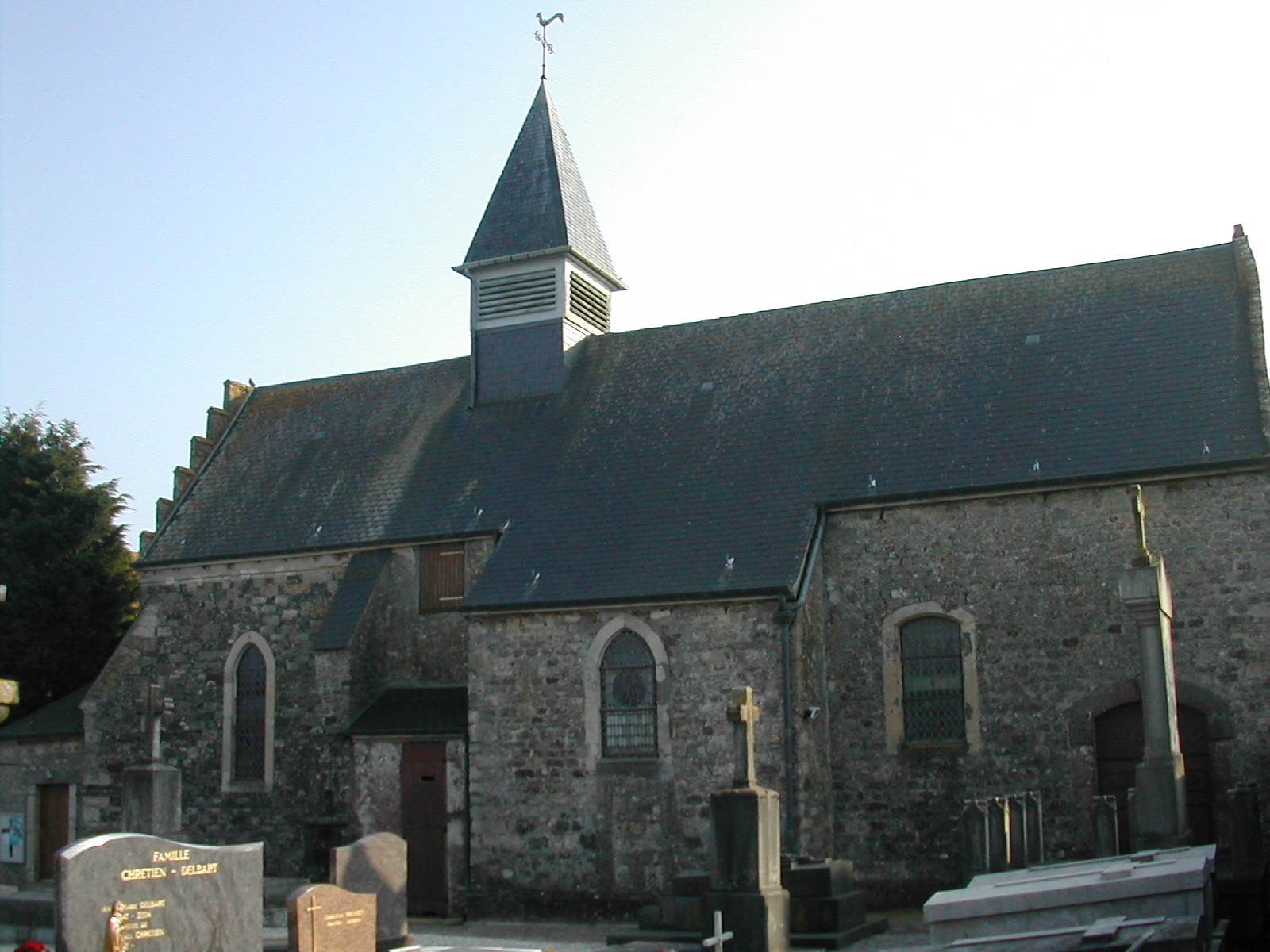
Kirche Saint-Barnabé

- Kirche von St. Barnabé aus dem sechzehnten Jahrhundert
- Spuren eines alten Abtei-Krankenhauses
- Saint-Inglevert Flugplatz